# Alpiner Skiweltcup 2008/09
Die Saison 2008/09 des von der FIS veranstalteten Alpinen Skiweltcups begann am 25. Oktober 2008 in Sölden und endete am 15. März 2009 anlässlich des Weltcup-Finales in Åre.
Bei den Herren waren 36 Rennen geplant (9 Abfahrten, 6 Super-G, 8 Riesenslaloms, 10 Slaloms, 3 Super-Kombinationen); hinzu kam eine klassische Kombinationswertung. Ein Super-G konnte nicht ausgetragen werden. Bei den Damen sollten 35 Rennen (8 Abfahrten, 7 Super-G, 8 Riesenslaloms, 9 Slaloms, 3 Super-Kombinationen) ausgetragen werden. Eine Abfahrt wurde ersatzlos gestrichen. Den Abschluss der Saison bildete ein gemeinsamer Mannschaftswettbewerb.
Der Gesamtweltcup der Herren wurde im letzten Rennen, dem Slalom von Åre, entschieden: Benjamin Raich hatte vor dem Rennen zwei Punkte Rückstand auf Aksel Lund Svindal und hätte im abschließenden Slalom nur schneller als der Norweger sein und unter die ersten 15 fahren müssen, sofern Svindal mindestens 2 Plätze hinter ihm klassiert gewesen wäre, oder unter die ersten neun, wenn Svindal unmittelbar hinter ihm gelandet wäre. Da Raich jedoch bereits im ersten Durchgang mit Startnummer 1 ausschied, stand Svindal ab diesem Moment als Weltcupsieger fest: Da auch er im ersten Durchgang ausschied, blieb es bei dem extrem knappen Vorsprung von 2 Punkten; der zweite hatte damit 99,80 % der Punkte des Siegers erreicht.
Höhepunkt der Saison waren die Skiweltmeisterschaften, die vom 3. bis 15. Februar 2009 im französischen Val-d’Isère stattfanden.

## Weltcupwertungen

### Gesamt
| Rang | Name                   | Punkte |
| ---- | ---------------------- | ------ |
| 01.  | Aksel Lund Svindal     | 1009   |
| 02.  | Benjamin Raich         | 1007   |
| 03.  | Didier Cuche           | 0919   |
| 04.  | Ivica Kostelić         | 0891   |
| 05.  | Jean-Baptiste Grange   | 0887   |
| 06.  | Didier Défago          | 0738   |
| 07.  | Carlo Janka            | 0728   |
| 08.  | Michael Walchhofer     | 0647   |
| 09.  | Ted Ligety             | 0598   |
| 10.  | Peter Fill             | 0581   |
| 11.  | Christof Innerhofer    | 0577   |
| 12.  | Klaus Kröll            | 0566   |
| 13.  | Julien Lizeroux        | 0558   |
| 14.  | Marcel Hirscher        | 0520   |
| 15.  | Bode Miller            | 0517   |
| 16.  | Werner Heel            | 0491   |
| 17.  | Manfred Mölgg          | 0484   |
| 18.  | Silvan Zurbriggen      | 0453   |
| 19.  | Romed Baumann          | 0448   |
| 20.  | Daniel Albrecht        | 0427   |
| 21.  | Manfred Pranger        | 0415   |
| 22.  | Erik Guay              | 0408   |
| 23.  | Reinfried Herbst       | 0396   |
| 24.  | John Kucera            | 0363   |
| 25.  | Manuel Osborne-Paradis | 0347   |
| 26.  | Hermann Maier          | 0343   |
| 27.  | Ambrosi Hoffmann       | 0329   |
| 28.  | Massimiliano Blardone  | 0325   |
| 29.  | Mario Matt             | 0299   |
| 30.  | Marco Sullivan         | 0293   |
| 31.  | Marco Büchel           | 0268   |
| 32.  | Mattias Hargin         | 0261   |
| 33.  | André Myhrer           | 0259   |
| 34.  | Kjetil Jansrud         | 0225   |
| 34.  | Andrej Jerman          | 0225   |
| 36.  | Steve Missillier       | 0222   |
| 37.  | Hans Olsson            | 0216   |
| 38.  | Giorgio Rocca          | 0210   |
| 39.  | Bernard Vajdič         | 0207   |
| 40.  | Hannes Reichelt        | 0198   |
| 41.  | Stephan Görgl          | 0197   |
| 42.  | Giuliano Razzoli       | 0194   |
| 43.  | Markus Larsson         | 0191   |
| 43.  | Adrien Théaux          | 0191   |
| 45.  | Philipp Schörghofer    | 0182   |
| 46.  | Felix Neureuther       | 0178   |
| 47.  | Thomas Fanara          | 0175   |
| 48.  | Johan Brolenius        | 0167   |

| Rang | Name                     | Punkte |
| ---- | ------------------------ | ------ |
| 49.  | Georg Streitberger       | 0163   |
| 50.  | Patrick Thaler           | 160    |
| 51.  | Sandro Viletta           | 159    |
| 52.  | Robbie Dixon             | 144    |
| 52.  | Christoph Gruber         | 144    |
| 54.  | Michael Janyk            | 138    |
| 55.  | Lars Elton Myhre         | 136    |
| 56.  | Cyprien Richard          | 135    |
| 57.  | Natko Zrnčić-Dim         | 134    |
| 58.  | Tobias Grünenfelder      | 131    |
| 59.  | Marc Berthod             | 111    |
| 60.  | Aleš Gorza               | 106    |
| 61.  | Patrik Järbyn            | 103    |
| 62.  | TJ Lanning               | 095    |
| 62.  | Patrick Staudacher       | 095    |
| 64.  | Wolfgang Hörl            | 094    |
| 65.  | Mitja Valenčič           | 092    |
| 66.  | Gauthier de Tessières    | 085    |
| 67.  | Patrick Bechter          | 084    |
| 68.  | Davide Simoncelli        | 082    |
| 69.  | David Poisson            | 081    |
| 70.  | Tim Jitloff              | 079    |
| 71.  | Kryštof Krýzl            | 078    |
| 72.  | Stefan Thanei            | 076    |
| 73.  | Steven Nyman             | 075    |
| 73.  | Marcus Sandell           | 075    |
| 75.  | Erik Fisher              | 074    |
| 76.  | Jean-Philippe Roy        | 071    |
| 77.  | Joël Chenal              | 069    |
| 77.  | Mitja Dragšič            | 069    |
| 79.  | Marc Gini                | 066    |
| 80.  | Pierre-Emmanuel Dalcin   | 063    |
| 81.  | Cristian Deville         | 059    |
| 81.  | Thomas Mermillod Blondin | 059    |
| 83.  | Julien Cousineau         | 050    |
| 84.  | Alexander Choroschilow   | 049    |
| 84.  | Alexander Ploner         | 049    |
| 86.  | Mario Scheiber           | 047    |
| 87.  | Johan Clarey             | 046    |
| 88.  | Urs Imboden              | 045    |
| 89.  | Jens Byggmark            | 044    |
| 90.  | Scott Macartney          | 043    |
| 90.  | Trevor White             | 043    |
| 92.  | Andrew Weibrecht         | 040    |
| 93.  | Rok Perko                | 038    |
| 94.  | Kilian Albrecht          | 037    |
| 95.  | Jukka Leino              | 036    |
| 96.  | Jan Hudec                | 032    |

| Rang | Name                  | Punkte |
| ---- | --------------------- | ------ |
| 097. | Jimmy Cochran         | 30     |
| 097. | Andrej Šporn          | 30     |
| 097. | Naoki Yuasa           | 30     |
| 100. | Sébastien Pichot      | 29     |
| 101. | Alexandre Anselmet    | 28     |
| 101. | Stefan Kogler         | 28     |
| 103. | Patrick Biggs         | 27     |
| 103. | Jake Zamansky         | 27     |
| 105. | Niklas Rainer         | 25     |
| 106. | Truls Ove Karlsen     | 23     |
| 107. | Peter Strodl          | 22     |
| 108. | Patrick Küng          | 21     |
| 109. | Thomas Grandi         | 20     |
| 109. | Andreas Omminger      | 20     |
| 109. | Brad Spence           | 20     |
| 112. | Stephan Keppler       | 18     |
| 112. | Pierre Paquin         | 18     |
| 112. | Alberto Schieppati    | 18     |
| 112. | Markus Vogel          | 18     |
| 116. | Akira Sasaki          | 16     |
| 117. | Alexander Koll        | 15     |
| 118. | Rainer Schönfelder    | 14     |
| 118. | Filip Trejbal         | 14     |
| 120. | Olivier Brand         | 13     |
| 120. | Guillermo Fayed       | 13     |
| 122. | Jaroslav Babušiak     | 12     |
| 122. | Walter Girardi        | 12     |
| 122. | Dominik Stehle        | 12     |
| 122. | Andreas Strodl        | 12     |
| 126. | Christoph Alster      | 10     |
| 126. | Georgi Georgiew       | 10     |
| 126. | Cody Marshall         | 10     |
| 129. | Yannick Bertrand      | 09     |
| 129. | Dalibor Šamšal        | 09     |
| 129. | Roger Vidosa          | 09     |
| 132. | Thomas Frey           | 08     |
| 132. | Kentarō Minagawa      | 08     |
| 132. | Martin Vráblík        | 08     |
| 132. | Petr Záhrobský        | 08     |
| 136. | Christoph Nösig       | 07     |
| 137. | Björgvin Björgvinsson | 06     |
| 137. | Thomas Graggaber      | 06     |
| 137. | Stefano Gross         | 06     |
| 140. | Matts Olsson          | 05     |
| 140. | Aronne Pieruz         | 05     |
| 142. | Pierrick Bourgeat     | 04     |
| 142. | Vitus Lüönd           | 04     |
| 144. | Siegmar Klotz         | 02     |
| 145. | Cornel Züger          | 01     |

| Rang | Name                    | Punkte |
| ---- | ----------------------- | ------ |
| 01.  | Lindsey Vonn            | 1788   |
| 02.  | Maria Riesch            | 1424   |
| 03.  | Anja Pärson             | 1059   |
| 04.  | Kathrin Zettel          | 1046   |
| 05.  | Tanja Poutiainen        | 0914   |
| 06.  | Tina Maze               | 0852   |
| 07.  | Fabienne Suter          | 0797   |
| 08.  | Elisabeth Görgl         | 0755   |
| 09.  | Nadia Fanchini          | 0714   |
| 10.  | Andrea Fischbacher      | 0697   |
| 11.  | Lara Gut                | 0583   |
| 12.  | Šárka Záhrobská         | 0582   |
| 13.  | Maria Pietilä Holmner   | 0518   |
| 14.  | Nicole Hosp             | 0496   |
| 15.  | Manuela Mölgg           | 0444   |
| 16.  | Marie Marchand-Arvier   | 0407   |
| 17.  | Andrea Dettling         | 0380   |
| 18.  | Denise Karbon           | 0357   |
| 19.  | Sandrine Aubert         | 0346   |
| 20.  | Anna Fenninger          | 0338   |
| 21.  | Dominique Gisin         | 0335   |
| 22.  | Michaela Kirchgasser    | 0334   |
| 23.  | Renate Götschl          | 0316   |
| 24.  | Jessica Lindell-Vikarby | 0294   |
| 25.  | Kathrin Hölzl           | 0291   |
| 26.  | Fränzi Aufdenblatten    | 0288   |
| 27.  | Julia Mancuso           | 0285   |
| 28.  | Frida Hansdotter        | 0282   |
| 29.  | Emily Brydon            | 0279   |
| 30.  | Nicole Gius             | 0262   |
| 31.  | Ingrid Jacquemod        | 0257   |
| 32.  | Daniela Merighetti      | 0237   |
| 33.  | Therese Borssén         | 0224   |
| 34.  | Kelly VanderBeek        | 0211   |
| 35.  | Nadja Kamer             | 0203   |
| 36.  | Ana Jelušić             | 0201   |
| 37.  | Gina Stechert           | 0195   |
| 38.  | Tessa Worley            | 0187   |
| 39.  | Britt Janyk             | 0177   |
| 40.  | Fanny Chmelar           | 0171   |
| 41.  | Nadia Styger            | 0168   |
| 42.  | Viktoria Rebensburg     | 0161   |

| Rang | Name                   | Punkte |
| ---- | ---------------------- | ------ |
| 43.  | Stefanie Köhle         | 157    |
| 44.  | Taïna Barioz           | 148    |
| 45.  | Susanne Riesch         | 143    |
| 46.  | Martina Schild         | 135    |
| 47.  | Marion Rolland         | 134    |
| 48.  | Aline Bonjour          | 133    |
| 49.  | Maruša Ferk            | 130    |
| 50.  | Monika Dumermuth       | 126    |
| 50.  | Aurélie Revillet       | 126    |
| 52.  | Chemmy Alcott          | 117    |
| 53.  | Sandra Gini            | 113    |
| 54.  | Marion Bertrand        | 109    |
| 55.  | Rabea Grand            | 104    |
| 56.  | Carolina Ruiz Castillo | 102    |
| 57.  | Mateja Robnik          | 096    |
| 58.  | Wendy Siorpaes         | 092    |
| 59.  | Regina Mader           | 090    |
| 60.  | Veronika Zuzulová      | 088    |
| 61.  | Nika Fleiss            | 087    |
| 62.  | Johanna Schnarf        | 077    |
| 63.  | Monika Bergmann        | 075    |
| 63.  | Eva-Maria Brem         | 075    |
| 65.  | Nicole Schmidhofer     | 074    |
| 66.  | Lucia Recchia          | 067    |
| 67.  | Irene Curtoni          | 064    |
| 68.  | Marie-Michèle Gagnon   | 063    |
| 69.  | Maria Holaus           | 062    |
| 69.  | Karen Putzer           | 062    |
| 71.  | Anna Goodman           | 059    |
| 72.  | Hailey Duke            | 056    |
| 73.  | Daniela Ceccarelli     | 054    |
| 74.  | Denise Feierabend      | 049    |
| 74.  | Geneviève Simard       | 049    |
| 76.  | Ingrid Rumpfhuber      | 046    |
| 77.  | Camilla Alfieri        | 044    |
| 77.  | Silvia Berger          | 044    |
| 79.  | Olivia Bertrand        | 042    |
| 80.  | Sanni Leinonen         | 041    |
| 80.  | Nina Løseth            | 041    |
| 80.  | Veronica Smedh         | 041    |
| 83.  | Larisa Yurkiw          | 037    |

| Rang | Name                       | Punkte |
| ---- | -------------------------- | ------ |
| 084. | Chelsea Marshall           | 35     |
| 084. | Nina Perner                | 35     |
| 086. | Alexandra Daum             | 31     |
| 086. | Lene Løseth                | 31     |
| 086. | Megan McJames              | 31     |
| 089. | Leanne Smith               | 30     |
| 090. | Verena Stuffer             | 28     |
| 091. | Marina Nigg                | 27     |
| 092. | Sarah Schleper             | 26     |
| 093. | Christina Geiger           | 25     |
| 094. | Giulia Gianesini           | 23     |
| 095. | Marianne Mair              | 22     |
| 096. | Claire Dautherives         | 20     |
| 096. | Nastasia Noens             | 20     |
| 098. | Margret Altacher           | 19     |
| 099. | Brigitte Acton             | 16     |
| 100. | Kajsa Kling                | 15     |
| 100. | Karen Persyn               | 15     |
| 100. | María José Rienda          | 15     |
| 103. | Chiara Costazza            | 14     |
| 104. | Florine de Leymarie        | 13     |
| 105. | Vanja Brodnik              | 12     |
| 105. | Stacey Cook                | 12     |
| 107. | Keely Kelleher             | 11     |
| 108. | Ana Drev                   | 10     |
| 109. | Mona Løseth                | 09     |
| 109. | Tii-Maria Romar            | 09     |
| 111. | Nike Bent                  | 08     |
| 111. | Aita Camastral             | 08     |
| 111. | Katharina Dürr             | 08     |
| 111. | Agnieszka Gąsienica-Daniel | 08     |
| 115. | Bernadette Schild          | 07     |
| 116. | Karin Hackl                | 06     |
| 116. | Katarzyna Karasińska       | 06     |
| 118. | Anne Marie Müller          | 05     |
| 118. | Simone Streng              | 05     |
| 118. | Karoline Trojer            | 05     |
| 121. | Marianne Abderhalden       | 04     |
| 121. | Enrica Cipriani            | 04     |
| 123. | Kaylin Richardson          | 03     |
| 124. | Carmen Casanova            | 02     |
| 125. | Edit Miklós                | 01     |

### Abfahrt
| Rang | Athlet                 | Punkte |
| ---- | ---------------------- | ------ |
| 1    | Michael Walchhofer     | 470    |
| 2    | Klaus Kröll            | 424    |
| 3    | Didier Défago          | 363    |
| 4    | Aksel Lund Svindal     | 356    |
| 5    | Manuel Osborne-Paradis | 323    |
| 6    | Erik Guay              | 287    |
| 7    | Didier Cuche           | 275    |
| 7    | Bode Miller            | 275    |
| 9    | Peter Fill             | 271    |
| 10   | Christof Innerhofer    | 249    |
| 11   | Werner Heel            | 213    |
| 12   | Hans Olsson            | 210    |
| 13   | Ambrosi Hoffmann       | 200    |
| 14   | Marco Büchel           | 196    |
| 15   | Marco Sullivan         | 179    |
| 16   | Carlo Janka            | 174    |
| 16   | Andrej Jerman          | 174    |
| 18   | Adrien Théaux          | 150    |
| 19   | John Kucera            | 143    |
| 20   | Robbie Dixon           | 115    |
| 21   | Hermann Maier          | 112    |
| 22   | Daniel Albrecht        | 105    |
| 23   | Georg Streitberger     | 89     |
| 24   | David Poisson          | 81     |
| 25   | Romed Baumann          | 75     |

| Rang | Athletin              | Punkte |
| ---- | --------------------- | ------ |
| 1    | Lindsey Vonn          | 502    |
| 2    | Andrea Fischbacher    | 326    |
| 3    | Maria Riesch          | 292    |
| 4    | Dominique Gisin       | 291    |
| 5    | Nadia Fanchini        | 276    |
| 6    | Tina Maze             | 256    |
| 7    | Anja Pärson           | 220    |
| 8    | Fabienne Suter        | 194    |
| 9    | Renate Götschl        | 180    |
| 10   | Elisabeth Görgl       | 176    |
| 11   | Marie Marchand-Arvier | 175    |
| 12   | Lara Gut              | 162    |
| 13   | Gina Stechert         | 153    |
| 14   | Daniela Merighetti    | 143    |
| 15   | Kelly VanderBeek      | 128    |
| 16   | Emily Brydon          | 124    |
| 17   | Aurélie Revillet      | 104    |
| 18   | Marion Rolland        | 99     |
| 19   | Martina Schild        | 94     |
| 20   | Andrea Dettling       | 88     |
| 21   | Anna Fenninger        | 84     |
| 22   | Fränzi Aufdenblatten  | 81     |
| 23   | Nadia Styger          | 76     |
| 24   | Julia Mancuso         | 74     |
| 25   | Wendy Siorpaes        | 65     |

### Super-G
| Rang | Athlet              | Punkte |
| ---- | ------------------- | ------ |
| 1    | Aksel Lund Svindal  | 292    |
| 2    | Werner Heel         | 256    |
| 3    | Didier Défago       | 242    |
| 4    | Hermann Maier       | 231    |
| 5    | Christof Innerhofer | 168    |
| 6    | Michael Walchhofer  | 162    |
| 7    | Didier Cuche        | 152    |
| 8    | Klaus Kröll         | 142    |
| 9    | John Kucera         | 138    |
| 10   | Peter Fill          | 130    |
| 11   | Ambrosi Hoffmann    | 129    |
| 12   | Erik Guay           | 121    |
| 13   | Marco Sullivan      | 114    |
| 14   | Benjamin Raich      | 97     |
| 15   | Tobias Grünenfelder | 90     |
| 16   | Carlo Janka         | 74     |
| 17   | Marco Büchel        | 72     |
| 18   | Hannes Reichelt     | 69     |
| 19   | Patrik Järbyn       | 67     |
| 20   | Stephan Görgl       | 64     |
| 21   | Ted Ligety          | 58     |
| 22   | Patrick Staudacher  | 52     |
| 23   | Daniel Albrecht     | 50     |
| 23   | Andrej Jerman       | 50     |
| 23   | Georg Streitberger  | 50     |

| Rang | Athletin                | Punkte |
| ---- | ----------------------- | ------ |
| 1    | Lindsey Vonn            | 461    |
| 2    | Nadia Fanchini          | 416    |
| 3    | Fabienne Suter          | 408    |
| 4    | Anja Pärson             | 251    |
| 5    | Andrea Dettling         | 221    |
| 6    | Jessica Lindell-Vikarby | 216    |
| 7    | Tina Maze               | 202    |
| 8    | Andrea Fischbacher      | 197    |
| 9    | Fränzi Aufdenblatten    | 190    |
| 10   | Maria Riesch            | 171    |
| 11   | Lara Gut                | 161    |
| 12   | Marie Marchand-Arvier   | 148    |
| 13   | Renate Götschl          | 136    |
| 14   | Elisabeth Görgl         | 133    |
| 15   | Anna Fenninger          | 126    |
| 16   | Nadja Kamer             | 117    |
| 17   | Britt Janyk             | 116    |
| 18   | Ingrid Jacquemod        | 106    |
| 19   | Nadia Styger            | 92     |
| 20   | Emily Brydon            | 86     |
| 21   | Kelly VanderBeek        | 83     |
| 22   | Monika Dumermuth        | 78     |
| 23   | Kathrin Zettel          | 74     |
| 24   | Regina Mader            | 69     |
| 25   | Nicole Hosp             | 63     |

### Riesenslalom
| Rang | Athlet                | Punkte |
| ---- | --------------------- | ------ |
| 1    | Didier Cuche          | 474    |
| 2    | Benjamin Raich        | 462    |
| 3    | Ted Ligety            | 421    |
| 4    | Massimiliano Blardone | 325    |
| 5    | Aksel Lund Svindal    | 260    |
| 6    | Carlo Janka           | 238    |
| 7    | Daniel Albrecht       | 221    |
| 8    | Ivica Kostelić        | 219    |
| 9    | Kjetil Jansrud        | 213    |
| 10   | Romed Baumann         | 204    |
| 11   | Jean-Baptiste Grange  | 192    |
| 12   | Philipp Schörghofer   | 180    |
| 13   | Thomas Fanara         | 175    |
| 14   | Marcel Hirscher       | 162    |
| 15   | Cyprien Richard       | 136    |
| 16   | Stephan Görgl         | 133    |
| 17   | Hannes Reichelt       | 129    |
| 18   | Steve Missillier      | 107    |
| 19   | Manfred Mölgg         | 101    |
| 20   | Didier Défago         | 97     |
| 21   | Marc Berthod          | 94     |
| 22   | Gauthier de Tessières | 85     |
| 23   | Davide Simoncelli     | 82     |
| 24   | Markus Larsson        | 71     |
| 24   | Marcus Sandell        | 71     |

| Rang | Athletin              | Punkte |
| ---- | --------------------- | ------ |
| 1    | Tanja Poutiainen      | 508    |
| 2    | Kathrin Zettel        | 501    |
| 3    | Tina Maze             | 368    |
| 4    | Elisabeth Görgl       | 333    |
| 5    | Manuela Mölgg         | 301    |
| 6    | Denise Karbon         | 282    |
| 7    | Maria Pietilä Holmner | 237    |
| 8    | Lindsey Vonn          | 205    |
| 9    | Lara Gut              | 190    |
| 10   | Michaela Kirchgasser  | 188    |
| 11   | Tessa Worley          | 187    |
| 12   | Kathrin Hölzl         | 174    |
| 13   | Taïna Barioz          | 148    |
| 14   | Andrea Fischbacher    | 147    |
| 15   | Maria Riesch          | 141    |
| 16   | Anja Pärson           | 140    |
| 17   | Julia Mancuso         | 124    |
| 18   | Viktoria Rebensburg   | 120    |
| 19   | Nicole Gius           | 108    |
| 20   | Fabienne Suter        | 87     |
| 21   | Stefanie Köhle        | 85     |
| 21   | Marion Bertrand       | 85     |
| 23   | Ingrid Jacquemod      | 78     |
| 24   | Nicole Hosp           | 75     |
| 25   | Mateja Robnik         | 74     |

### Slalom
| Rang | Athlet               | Punkte |
| ---- | -------------------- | ------ |
| 1    | Jean-Baptiste Grange | 541    |
| 2    | Ivica Kostelić       | 454    |
| 3    | Julien Lizeroux      | 419    |
| 4    | Manfred Pranger      | 415    |
| 5    | Reinfried Herbst     | 396    |
| 6    | Manfred Mölgg        | 370    |
| 7    | Mario Matt           | 282    |
| 8    | Mattias Hargin       | 261    |
| 9    | Marcel Hirscher      | 253    |
| 10   | Benjamin Raich       | 239    |
| 11   | André Myhrer         | 232    |
| 12   | Giorgio Rocca        | 210    |
| 13   | Giuliano Razzoli     | 194    |
| 14   | Bernard Vajdič       | 187    |
| 15   | Felix Neureuther     | 171    |
| 16   | Bode Miller          | 167    |
| 16   | Johan Brolenius      | 167    |
| 18   | Patrick Thaler       | 160    |
| 19   | Silvan Zurbriggen    | 156    |
| 20   | Michael Janyk        | 138    |
| 21   | Steve Missillier     | 115    |
| 22   | Ted Ligety           | 113    |
| 23   | Wolfgang Hörl        | 94     |
| 24   | Mitja Valenčič       | 92     |
| 25   | Patrick Bechter      | 84     |

| Rang | Athletin              | Punkte |
| ---- | --------------------- | ------ |
| 1    | Maria Riesch          | 670    |
| 2    | Šárka Záhrobská       | 459    |
| 3    | Lindsey Vonn          | 440    |
| 4    | Tanja Poutiainen      | 406    |
| 5    | Sandrine Aubert       | 325    |
| 6    | Kathrin Zettel        | 309    |
| 7    | Maria Pietilä Holmner | 281    |
| 8    | Nicole Hosp           | 275    |
| 9    | Frida Hansdotter      | 248    |
| 10   | Anja Pärson           | 243    |
| 11   | Therese Borssén       | 218    |
| 12   | Ana Jelušić           | 201    |
| 13   | Fanny Chmelar         | 171    |
| 14   | Nicole Gius           | 154    |
| 15   | Manuela Mölgg         | 143    |
| 16   | Susanne Riesch        | 133    |
| 17   | Kathrin Hölzl         | 117    |
| 18   | Sandra Gini           | 113    |
| 19   | Maruša Ferk           | 103    |
| 20   | Aline Bonjour         | 96     |
| 20   | Michaela Kirchgasser  | 96     |
| 22   | Veronika Zuzulová     | 88     |
| 23   | Nika Fleiss           | 82     |
| 24   | Monika Bergmann       | 75     |
| 24   | Denise Karbon         | 75     |

### Kombination
| Rang | Athlet                 | Punkte |
| ---- | ---------------------- | ------ |
| 1    | Carlo Janka            | 242    |
| 2    | Silvan Zurbriggen      | 231    |
| 3    | Romed Baumann          | 169    |
| 4    | Ivica Kostelić         | 166    |
| 5    | Benjamin Raich         | 165    |
| 6    | Jean-Baptiste Grange   | 154    |
| 7    | Julien Lizeroux        | 139    |
| 8    | Peter Fill             | 126    |
| 9    | Natko Zrnčić-Dim       | 112    |
| 10   | Marcel Hirscher        | 105    |
| 11   | Aksel Lund Svindal     | 101    |
| 12   | Christof Innerhofer    | 100    |
| 13   | John Kucera            | 77     |
| 14   | Sandro Viletta         | 76     |
| 15   | Lars Elton Myhre       | 74     |
| 16   | Markus Larsson         | 50     |
| 17   | Alexander Choroschilow | 49     |
| 18   | Daniel Albrecht        | 40     |
| 19   | Kryštof Krýzl          | 38     |
| 20   | Didier Défago          | 36     |
| 20   | Aleš Gorza             | 36     |

| Rang | Athletin              | Punkte |
| ---- | --------------------- | ------ |
| 1    | Anja Pärson           | 205    |
| 2    | Lindsey Vonn          | 180    |
| 3    | Kathrin Zettel        | 162    |
| 4    | Maria Riesch          | 150    |
| 5    | Elisabeth Görgl       | 113    |
| 6    | Fabienne Suter        | 108    |
| 7    | Anna Fenninger        | 101    |
| 8    | Nicole Hosp           | 80     |
| 8    | Marie Marchand-Arvier | 80     |
| 10   | Daniela Merighetti    | 74     |
| 11   | Šárka Záhrobská       | 70     |
| 12   | Emily Brydon          | 69     |
| 13   | Johanna Schnarf       | 63     |
| 14   | Rabea Grand           | 60     |
| 15   | Andrea Dettling       | 58     |
| 16   | Lara Gut              | 52     |
| 17   | Michaela Kirchgasser  | 50     |
| 18   | Stefanie Köhle        | 33     |
| 19   | Dominique Gisin       | 31     |
| 20   | Andrea Fischbacher    | 27     |

## Podestplatzierungen Herren

### Abfahrt
| Datum      | Ort                          | 1. Platz                                     | 2. Platz                                     | 3. Platz                                     |
| ---------- | ---------------------------- | -------------------------------------------- | -------------------------------------------- | -------------------------------------------- |
| 29.11.2008 | Lake Louise (CAN)            | Peter Fill                                   | Carlo Janka                                  | Hans Olsson                                  |
| 05.12.2008 | Beaver Creek (USA)           | Aksel Lund Svindal                           | Marco Büchel                                 | Erik Guay                                    |
| 20.12.2008 | Gröden (ITA)                 | Michael Walchhofer                           | Bode Miller                                  | Manuel Osborne-Paradis                       |
| 28.12.2008 | Bormio (ITA)                 | Christof Innerhofer                          | Klaus Kröll                                  | Michael Walchhofer                           |
| 17.01.2009 | Wengen (SUI)                 | Didier Défago                                | Bode Miller                                  | Marco Sullivan                               |
| 24.01.2009 | Kitzbühel (AUT)              | Didier Défago                                | Michael Walchhofer                           | Klaus Kröll                                  |
| 30.01.2009 | Garmisch-Partenkirchen (GER) | Abgesagt (Nebel), Ersatzrennen in Kvitfjell. | Abgesagt (Nebel), Ersatzrennen in Kvitfjell. | Abgesagt (Nebel), Ersatzrennen in Kvitfjell. |
| 06.03.2009 | Kvitfjell (NOR)              | Manuel Osborne-Paradis                       | Michael Walchhofer                           | Aksel Lund Svindal                           |
| 07.03.2009 | Kvitfjell (NOR)              | Klaus Kröll                                  | Michael Walchhofer                           | Manuel Osborne-Paradis                       |
| 11.03.2009 | Åre (SWE)                    | Aksel Lund Svindal                           | Didier Cuche                                 | Hans Olsson                                  |

### Super-G
| Datum      | Ort                | 1. Platz                     | 2. Platz                     | 3. Platz                     |
| ---------- | ------------------ | ---------------------------- | ---------------------------- | ---------------------------- |
| 30.11.2008 | Lake Louise (CAN)  | Hermann Maier                | John Kucera                  | Didier Cuche                 |
| 06.12.2008 | Beaver Creek (USA) | Aksel Lund Svindal           | Hermann Maier                | Michael Walchhofer           |
| 19.12.2008 | Gröden (ITA)       | Werner Heel                  | Didier Défago                | Patrik Järbyn                |
| 23.01.2009 | Kitzbühel (AUT)    | Klaus Kröll                  | Aksel Lund Svindal           | Ambrosi Hoffmann             |
| 08.03.2009 | Kvitfjell (NOR)    | Abgesagt. (Schneefall, Wind) | Abgesagt. (Schneefall, Wind) | Abgesagt. (Schneefall, Wind) |
| 12.03.2009 | Åre (SWE)          | Werner Heel                  | Aksel Lund Svindal           | Christof Innerhofer          |

### Riesenslalom
| Datum      | Ort                 | 1. Platz        | 2. Platz              | 3. Platz              |
| ---------- | ------------------- | --------------- | --------------------- | --------------------- |
| 26.10.2008 | Sölden (AUT)        | Daniel Albrecht | Didier Cuche          | Ted Ligety            |
| 07.12.2008 | Beaver Creek (USA)  | Benjamin Raich  | Ted Ligety            | Aksel Lund Svindal    |
| 13.12.2008 | Val-d’Isère (FRA)   | Carlo Janka     | Massimiliano Blardone | Gauthier de Tessières |
| 21.12.2008 | Alta Badia (ITA)    | Daniel Albrecht | Ivica Kostelić        | Hannes Reichelt       |
| 10.01.2009 | Adelboden (SUI)     | Benjamin Raich  | Massimiliano Blardone | Kjetil Jansrud        |
| 21.02.2009 | Sestriere (ITA)     | Didier Cuche    | Stephan Görgl         | Benjamin Raich        |
| 28.02.2009 | Kranjska Gora (SLO) | Ted Ligety      | Didier Cuche          | Massimiliano Blardone |
| 13.03.2009 | Åre (SWE)           | Benjamin Raich  | Ted Ligety            | Didier Cuche          |

### Slalom
| Datum      | Ort                          | 1. Platz                                                 | 2. Platz                                                 | 3. Platz                                                 |
| ---------- | ---------------------------- | -------------------------------------------------------- | -------------------------------------------------------- | -------------------------------------------------------- |
| 16.11.2008 | Levi (FIN)                   | Jean-Baptiste Grange                                     | Bode Miller                                              | Mario Matt                                               |
| 14.12.2008 | Val-d’Isère (FRA)            | Abgesagt (Schneefall, Wind), Ersatzrennen in Alta Badia. | Abgesagt (Schneefall, Wind), Ersatzrennen in Alta Badia. | Abgesagt (Schneefall, Wind), Ersatzrennen in Alta Badia. |
| 22.12.2008 | Alta Badia (ITA)             | Ivica Kostelić                                           | Jean-Baptiste Grange                                     | Benjamin Raich                                           |
| 06.01.2009 | Zagreb (CRO)                 | Jean-Baptiste Grange                                     | Ivica Kostelić                                           | Giuliano Razzoli                                         |
| 11.01.2009 | Adelboden (SUI)              | Reinfried Herbst                                         | Manfred Pranger                                          | Felix Neureuther                                         |
| 18.01.2009 | Wengen (SUI)                 | Manfred Pranger                                          | Reinfried Herbst                                         | Ivica Kostelić                                           |
| 25.01.2009 | Kitzbühel (AUT)              | Julien Lizeroux                                          | Jean-Baptiste Grange                                     | Patrick Thaler                                           |
| 27.01.2009 | Schladming (AUT)             | Reinfried Herbst                                         | Manfred Pranger                                          | Ivica Kostelić                                           |
| 01.02.2009 | Garmisch-Partenkirchen (GER) | Manfred Mölgg                                            | Giorgio Rocca                                            | Reinfried Herbst                                         |
| 01.03.2009 | Kranjska Gora (SLO)          | Julien Lizeroux                                          | Giuliano Razzoli                                         | Felix Neureuther                                         |
| 14.03.2009 | Åre (SWE)                    | Mario Matt                                               | Julien Lizeroux                                          | Jean-Baptiste Grange                                     |

### Super-Kombination
| Datum      | Ort                | 1. Platz                               | 2. Platz                               | 3. Platz                               |
| ---------- | ------------------ | -------------------------------------- | -------------------------------------- | -------------------------------------- |
| 04.12.2008 | Beaver Creek (USA) | Abgesagt, Ersatzrennen in Val-d’Isère. | Abgesagt, Ersatzrennen in Val-d’Isère. | Abgesagt, Ersatzrennen in Val-d’Isère. |
| 12.12.2008 | Val-d’Isère (FRA)  | Benjamin Raich                         | Jean-Baptiste Grange                   | Marcel Hirscher                        |
| 16.01.2009 | Wengen (SUI)       | Carlo Janka                            | Peter Fill                             | Silvan Zurbriggen                      |
| 22.02.2009 | Sestriere (ITA)    | Romed Baumann                          | Julien Lizeroux                        | Christof Innerhofer Carlo Janka        |

### Kombination
| Datum          | Ort             | 1. Platz          | 2. Platz       | 3. Platz         |
| -------------- | --------------- | ----------------- | -------------- | ---------------- |
| 24./25.01.2009 | Kitzbühel (AUT) | Silvan Zurbriggen | Ivica Kostelić | Natko Zrnčić-Dim |

## Podestplatzierungen Damen

### Abfahrt
| Datum      | Ort                     | 1. Platz                                                              | 2. Platz                                                              | 3. Platz                                                              |
| ---------- | ----------------------- | --------------------------------------------------------------------- | --------------------------------------------------------------------- | --------------------------------------------------------------------- |
| 05.12.2008 | Lake Louise (CAN)       | Lindsey Vonn                                                          | Nadia Fanchini                                                        | Maria Riesch                                                          |
| 06.12.2008 | Lake Louise (CAN)       | Abgesagt (ohne Ersatz)                                                | Abgesagt (ohne Ersatz)                                                | Abgesagt (ohne Ersatz)                                                |
| 21.12.2008 | St. Moritz (SUI)        | Wegen Windsturms abgesagt, Ersatzrennen am 27. Februar 2009 in Bansko | Wegen Windsturms abgesagt, Ersatzrennen am 27. Februar 2009 in Bansko | Wegen Windsturms abgesagt, Ersatzrennen am 27. Februar 2009 in Bansko |
| 18.01.2009 | Zauchensee (AUT)        | Dominique Gisin Anja Pärson                                           |                                                                       | Lindsey Vonn                                                          |
| 24.01.2009 | Cortina d’Ampezzo (ITA) | Dominique Gisin                                                       | Lindsey Vonn                                                          | Anja Pärson                                                           |
| 21.02.2009 | Tarvisio (ITA)          | Gina Stechert                                                         | Lindsey Vonn                                                          | Anja Pärson                                                           |
| 27.02.2009 | Bansko (BUL)            | Fabienne Suter                                                        | Andrea Fischbacher                                                    | Nadia Fanchini Lindsey Vonn                                           |
| 28.02.2009 | Bansko (BUL)            | Andrea Fischbacher                                                    | Tina Maze                                                             | Fabienne Suter                                                        |
| 11.03.2009 | Åre (SWE)               | Lindsey Vonn                                                          | Maria Riesch                                                          | Renate Götschl                                                        |

### Super-G
| Datum      | Ort                          | 1. Platz                | 2. Platz                          | 3. Platz                |
| ---------- | ---------------------------- | ----------------------- | --------------------------------- | ----------------------- |
| 07.12.2008 | Lake Louise (CAN)            | Nadia Fanchini          | Andrea Fischbacher Fabienne Suter |                         |
| 20.12.2008 | St. Moritz (SUI)             | Lara Gut                | Fabienne Suter                    | Nadia Fanchini          |
| 26.01.2009 | Cortina d’Ampezzo (ITA)      | Jessica Lindell-Vikarby | Anna Fenninger                    | Andrea Dettling         |
| 01.02.2009 | Garmisch-Partenkirchen (GER) | Lindsey Vonn            | Anja Pärson                       | Jessica Lindell-Vikarby |
| 22.02.2009 | Tarvisio (ITA)               | Lindsey Vonn            | Fabienne Suter                    | Tina Maze               |
| 01.03.2009 | Bansko (BUL)                 | Lindsey Vonn            | Fabienne Suter                    | Tina Maze               |
| 12.03.2009 | Åre (SWE)                    | Lindsey Vonn            | Nadia Fanchini                    | Maria Riesch            |

### Riesenslalom
| Datum      | Ort                     | 1. Platz         | 2. Platz             | 3. Platz           |
| ---------- | ----------------------- | ---------------- | -------------------- | ------------------ |
| 25.10.2008 | Sölden (AUT)            | Kathrin Zettel   | Tanja Poutiainen     | Andrea Fischbacher |
| 29.11.2008 | Aspen (USA)             | Tessa Worley     | Tanja Poutiainen     | Elisabeth Görgl    |
| 13.12.2008 | La Molina (ESP)         | Tanja Poutiainen | Manuela Mölgg        | Nicole Hosp        |
| 28.12.2008 | Semmering (AUT)         | Kathrin Zettel   | Manuela Mölgg        | Lara Gut           |
| 10.01.2009 | Maribor (SLO)           | Tina Maze        | Denise Karbon        | Kathrin Hölzl      |
| 25.01.2009 | Cortina d’Ampezzo (ITA) | Kathrin Zettel   | Michaela Kirchgasser | Elisabeth Görgl    |
| 06.03.2009 | Ofterschwang (GER)      | Kathrin Zettel   | Elisabeth Görgl      | Tanja Poutiainen   |
| 14.03.2009 | Åre (SWE)               | Tina Maze        | Tanja Poutiainen     | Manuela Mölgg      |

### Slalom
| Datum      | Ort                          | 1. Platz        | 2. Platz              | 3. Platz                        |
| ---------- | ---------------------------- | --------------- | --------------------- | ------------------------------- |
| 15.11.2008 | Levi (FIN)                   | Lindsey Vonn    | Maria Pietilä Holmner | Maria Riesch                    |
| 30.11.2008 | Aspen (USA)                  | Šárka Záhrobská | Nicole Hosp           | Tanja Poutiainen                |
| 14.12.2008 | La Molina (ESP)              | Maria Riesch    | Lindsey Vonn          | Kathrin Zettel                  |
| 29.12.2008 | Semmering (AUT)              | Maria Riesch    | Tanja Poutiainen      | Lindsey Vonn                    |
| 04.01.2009 | Zagreb (CRO)                 | Maria Riesch    | Nicole Gius           | Šárka Záhrobská                 |
| 11.01.2009 | Maribor (SLO)                | Maria Riesch    | Kathrin Zettel        | Tanja Poutiainen                |
| 30.01.2009 | Garmisch-Partenkirchen (GER) | Lindsey Vonn    | Maria Riesch          | Maruša Ferk                     |
| 07.03.2009 | Ofterschwang (GER)           | Sandrine Aubert | Frida Hansdotter      | Nicole Hosp                     |
| 13.03.2009 | Åre (SWE)                    | Sandrine Aubert | Fanny Chmelar         | Therese Borssén Šárka Záhrobská |

### Super-Kombination
| Datum      | Ort              | 1. Platz     | 2. Platz       | 3. Platz       |
| ---------- | ---------------- | ------------ | -------------- | -------------- |
| 19.12.2008 | St. Moritz (SUI) | Anja Pärson  | Nicole Hosp    | Fabienne Suter |
| 17.01.2009 | Zauchensee (AUT) | Lindsey Vonn | Kathrin Zettel | Anja Pärson    |
| 20.02.2009 | Tarvisio (ITA)   | Maria Riesch | Lindsey Vonn   | Kathrin Zettel |

## Teamwettbewerb
| Datum      | Ort       | 1. Platz                                                                                  | 2. Platz                                                                                               | 3. Platz                                                                         |
| ---------- | --------- | ----------------------------------------------------------------------------------------- | --- | -------------------------------------------------------------------------------- |
| 15.03.2009 | Åre (SWE) | ItalienNadia Fanchini Nicole Gius Daniela Merighetti Peter Fill Werner Heel Manfred Mölgg | ÖsterreichAndrea Fischbacher Elisabeth Görgl Kathrin Zettel Marcel Hirscher Mario Matt Hannes Reichelt | SchweizSandra Gini Lara Gut Fabienne Suter Marc Berthod Didier Cuche Carlo Janka |

## Nationencup
| Rang | Land                   | Punkte |
| ---- | ---------------------- | ------ |
| 1    | Österreich             | 10740  |
| 2    | Schweiz                | 7786   |
| 3    | Italien                | 6374   |
| 4    | Frankreich             | 4670   |
| 5    | Vereinigte Staaten     | 4158   |
| 6    | Schweden               | 3912   |
| 7    | Deutschland            | 2820   |
| 8    | Kanada                 | 2554   |
| 9    | Slowenien              | 1867   |
| 10   | Norwegen               | 1479   |
| 11   | Kroatien               | 1322   |
| 12   | Finnland               | 1075   |
| 13   | Tschechien             | 690    |
| 14   | Liechtenstein          | 295    |
| 15   | Vereinigtes Königreich | 117    |
| 15   | Spanien                | 117    |
| 17   | Slowakei               | 100    |
| 18   | Japan                  | 54     |
| 19   | Russland               | 49     |
| 20   | Bulgarien              | 47     |
| 21   | Moldau                 | 45     |
| 22   | Belgien                | 15     |
| 23   | Polen                  | 14     |
| 24   | Andorra                | 9      |
| 25   | Island                 | 6      |
| 26   | Rumänien               | 1      |

| Rang | Land               | Punkte |
| ---- | ------------------ | ------ |
| 1    | Österreich         | 5982   |
| 2    | Schweiz            | 4238   |
| 3    | Italien            | 3626   |
| 4    | Frankreich         | 2771   |
| 5    | Vereinigte Staaten | 1881   |
| 6    | Kanada             | 1663   |
| 7    | Norwegen           | 1393   |
| 8    | Schweden           | 1371   |
| 9    | Kroatien           | 1034   |
| 10   | Slowenien          | 767    |
| 11   | Deutschland        | 270    |
| 12   | Liechtenstein      | 268    |
| 13   | Finnland           | 111    |
| 14   | Tschechien         | 108    |
| 15   | Japan              | 54     |
| 16   | Russland           | 49     |
| 17   | Bulgarien          | 47     |
| 18   | Moldau             | 45     |
| 19   | Slowakei           | 12     |
| 20   | Andorra            | 9      |
| 21   | Island             | 6      |

| Rang | Land                   | Punkte |
| ---- | ---------------------- | ------ |
| 1    | Österreich             | 4758   |
| 2    | Schweiz                | 3548   |
| 3    | Italien                | 2748   |
| 4    | Deutschland            | 2550   |
| 5    | Schweden               | 2541   |
| 6    | Vereinigte Staaten     | 2277   |
| 7    | Frankreich             | 1899   |
| 8    | Slowenien              | 1100   |
| 9    | Finnland               | 964    |
| 10   | Kanada                 | 891    |
| 11   | Tschechien             | 582    |
| 12   | Kroatien               | 288    |
| 13   | Spanien                | 117    |
| 13   | Vereinigtes Königreich | 117    |
| 15   | Slowakei               | 88     |
| 16   | Norwegen               | 86     |
| 17   | Liechtenstein          | 27     |
| 18   | Belgien                | 15     |
| 19   | Polen                  | 14     |
| 20   | Rumänien               | 1      |

## Saisonverlauf

### Weltcup-Entscheidungen

#### Herren
Gesamt:

Ins Finale gingen Benjamin Raich und Ivica Kostelić mit je 837 Punkten vor Svindal (829), Grange (777), Cuche (763); theoretische Chancen hatten auch noch Janka (659), Défago (658), Walchhofer (611), Kröll (537) und Miller (517).
Abfahrt:

Vor dem Finale stand bereits der Sieg eines ÖSV-Läufers fest: Klaus Kröll schien mit 395 Zählern um 75 Punkte hinter Michael Walchhofer auf; Kröll war mit Start-Nr. 16 ins Rennen gegangen und bei der Zieldurchfahrt mit der sechsten Zeit, die ihn nur 40 Punkte gebracht hätte, geschlagen – am Ende wurde es nur Rang 9; so war es unmaßgeblich, dass Walchhofer (der erst mit Nummer 20 vom Start gegangen war) ausfiel.
Super-G:

Mit seinem Sieg im Finale kam Werner Heel noch auf Endrang 2; vor demselben war Hermann Maier mit 231 vor Svindal (212) und Défago (210) voran gewesen – doch blieb Maier mit Rang 17 punktelos, Défago belegte Rang 8.
Riesenslalom:

Eine Vorentscheidung zugunsten von Didier Cuche, der bereits eine Woche zuvor in Sestriere seinen ersten Sieg in dieser Disziplin seit 7 Jahren (5. Januar 2002 in Adelboden) gefeiert und auf Benjamin Raich 40 Punkte aufgeholt hatte, fiel im vorletzten Rennen in Kranjska Gora (28. Februar), als der Schweizer Zweiter wurde, während Raich noch von Zwischenrang 4 auf Endrang 15 zurückfiel und damit auch in der Wertung durch Cuche mit 414 gegen 362 Punkten überholt worden war. – Raich konnte zwar das „Finale“ in Åre gewinnen, aber mit Rang 3 ließ sich Cuche die Führung nicht mehr nehmen, dies trotz des Missgeschicks, im ersten Lauf einen Stock verloren zu haben.
Slalom:

Jean-Baptiste Grange lag vor dem Finale mit 481 Punkten vor Ivica Kostelić mit 432 voran; eine Mini-Chance bestand noch für Manfred Pranger, der 389 Punkte aufwies. Während der Franzose, der im 2. Lauf die Bestzeit aufstellte, noch auf Rang 3 vorstieß, wurden Pranger Zehnter und Kostelić Zwölfter (sie waren allerdings schon nach dem 1. Durchgang klar zurückgelegen und praktisch geschlagen gewesen).
Kombination:

Wie in den letzten Jahren, fiel diese Entscheidung im Saisonverlauf als erste. Vor dem letzten Rennen in Sestriere hatte Zurbriggen mit 23 bzw. 69 Zählern Vorsprung vor Janka und Raich geführt; letzterer hatte aber bereits im Super-G mit Rang 14 angesichts seine theoretischen Chancen vergeben und Endrang 9 belegt. Mit Rang 3 gegenüber Zurbriggen auf Rang 10 überholte Janka noch seinen Teamkollegen.

#### Damen
Gesamt:

Vonn näherte sich mit Riesenschritten dem Gesamtgewinn, nach den Rennen in Bansko lag sie mit 1.456 Punkten vor Riesch mit 1.120, die Nächstplatzierten, Pärson (960) und Zettel (885) hätten praktisch Siege gebraucht, um ihre Mini-Chance zu wahren; doch vor dem Finale führte Vonn mit 1.588 Punkten vor Riesch mit 1.219; für Pärson (990) und Zettel (985) war nichts mehr zu holen.
Abfahrt:

Schon nach der zweiten Abfahrt in Bansko, bei der Lindsey Vonn nach einer ungewohnt schwachen Leistung Rang 12 (somit erstmals in dieser Saison nicht auf einem Abfahrtspodium) belegt hatte, war dies ausreichend gewesen, mit nunmehr 402 Zählern ein Plus von 111 Punkten gegenüber Dominique Gisin (291 Punkte) aufzuweisen und uneinholbar ins Finale zu gehen.
Super-G:

Nachdem Lindsey Vonn in den ersten Rennen nicht die „Big Points“ eingefahren hatte (Rang 9 in Lake Louise, in St. Moritz ausgefallen, Rang 8 in Cortina d’Ampezzo), gewann sie die restlichen vier. Schon nach Tarvis (22. Februar) war sie mit Rang 3 und 261 Punkten an die Spitze (Nadia Fanchini 300, Suter 296) herangekommen. Zu diesem Zeitpunkt gab es allerdings noch eine lange Reihe von Läuferinnen, die ein Mitspracherecht auf den Wertungssieg hatten, das waren vor allem: Lindell-Vikarby 216, Pärson 180, Dettling 165 und Gut 151. Am Saisonende konnte sich Vonn doch noch einigermaßen klar die Gesamtwertung sichern, wenngleich diese erst im Finale fixiert wurde, vor welchem noch Fabienne Suter mit 376 Punkten vor ihr (361) und N. Fanchini (336) geführt hatte.
Riesenslalom:

Durch Rang 2 im Finale vermochte Tanja Poutiainen, die schon nach dem 1. Lauf Zweite hinter Tina Maze war, noch 48 Punkte gegenüber Kathrin Zettel (im ersten Lauf Rang 11, letztlich Endrang 8) gutzumachen und die Niederösterreicherin knapp zu überholen.
Slalom:

Maria Riesch lag ab den Rennen am Semmering durchwegs voran; sie führte nach dem „Zwischenfeiertags-Event“ in Niederösterreich mit 300 Punkten vor Vonn 290, Záhrobská 224, Poutiainen 220, Hosp 195 und Zettel 155; nach Garmisch-Partenkirchen waren es 580 Punkte. Vonn stand bei 440 (bei denen sie blieb), so dass Záhrobská (349) an ihr vorbeizog. Die weiteren Platzierten waren Poutiainen mit 345, Zettel mit 280 und Pärson mit 219.
Kombination:

Wie bei den Herren, wurde hier die erste „kleine Kugel“ vergeben – Anja Pärson war mit 160 Punkten vor Kathrin Zettel (102) und Lindsey Vonn (100) in das abschließende Rennen in Tarvis gegangen – Rang 5, den sie auch nach der Abfahrt belegt hatte, genügte der Schwedin (Slalom: Rang 8), wenngleich ihre Konkurrentinnen auch in beiden Teilbewerben zu Spitzenplätzen kamen.

### Premierensiege
Herren:
- In der Abfahrt von Lake Louise (29. November) gelang Peter Fill der erste Erfolg. Er musste aber bei Start-Nr. 65 (der zu diesem Zeitpunkt recht unbekannte Carlo Janka hatte eine um 0,08 s bessere Zwischenzeit) nochmals darum zittern.

Hans Olsson fuhr als erster Schwede in der Geschichte von Weltcup-Abfahrten auf Rang 3 (bislang war Fredrik Nyberg mit Rang 5 in Vail am 1. Dezember 1995 Rekordhalter gewesen).
- Nur kurze Zeit nach vorerwähntem Rang 2 bei der Abfahrt in Vail vollzog Carlo Janka im Riesenslalom in Val-d’Isère (13. Dezember) bereits seinen ersten Sieg.
- Start-Nr. 1 brachte Christof Innerhofer bei der Abfahrt in Bormio am 28. Dezember den ersten Weltcuperfolg.
- Ausgerechnet Klaus Kröll (93 Rennen ohne Sieg, insgesamt bislang vier Platzierungen in den „Top 3“, dazu mit gebrochenem Knochen auf der rechten Hand) verhinderte am 23. Januar mit dem Überraschungssieg beim Super-G in Kitzbühel die schwerste ÖSV-Herrenniederlage in dieser Disziplin (Hermann Maier gerade einmal auf Rang 11) seit dem 3. März 1985 in Furano (Rang 12 von Rudi Huber).
- Kitzbühel: Die Slalom- und damit verbunden auch Kombinationsentscheidung brachte für den jeweiligen Sieger den Premierensieg: der nach dem ersten Lauf „nur“ Siebte Julien Lizeroux sorgte sogar für einen französischen Doppelsieg, Silvan Zurbriggen gewann die „goldene Gams“ für die Kombination.
- Bei der Super-Kombination in Sestriere kam Romed Baumann zu seinem ersten Erfolg; den Grundstein hiezu hatte er im ersten Teil dieses Bewerbes, als er den Super-G gewann, gelegt.
- In der Abfahrt am 6. März in Kvitfjell kam Manuel Osborne-Paradis zu seinem ersten Weltcup-Erfolg.

Damen:
- Für Tessa Worley kam in ihrem erst 12. Weltcupstart, dem von zwei schweren Stürzen begleiteten Riesenslalom in Aspen (29. November), bereits der erste Sieg (als Sechste nach dem ersten Lauf profitierte sie allerdings von einem schweren Fehler der souverän vorangelegenen Denise Karbon). Worley beendete auch eine längere Zeit der Sieglosigkeit des französischen Damenteams, denn zuletzt war Ingrid Jacquemod am 7. Januar 2005 in der 2. Abfahrt von Santa Caterina erfolgreich gewesen, letztmals einen „Riesen“-Sieg hatte Régine Cavagnoud am 19. November 1999 im US-amerikanischen Copper Mountain gefeiert.
- Die regierende Slalomweltmeisterin Šárka Záhrobská konnte beim Slalom in Aspen (30. November) ihren ersten Weltcupsieg erringen, was gleichzeitig auch der erste Weltcupsieg für Tschechien war, denn die bisherigen Siege waren noch unter „ČSSR“ gelaufen.
- Nadia Fanchini holte am 7. Dezember im Super-G von Lake Louise ihren ersten Sieg.
- Lara Gut kam am 20. Dezember beim Super-G in St. Moritz in ihrem erst 14. Weltcuprennen zu ihrem ersten Sieg (sie nützte die an diesem Tag günstige Start-Nr. 1 optimal, danach verschlechterten sich die Bedingungen zusehends) und wurde gleichzeitig auch die jüngste Siegerin (auch zum aktuellen Zeitpunkt, Januar 2019) in dieser Disziplin.
- Der ex-aequo-Sieg von Dominique Gisin mit Anja Pärson am 18. Januar bei der Abfahrt in Zauchensee stellte für die Schweizerin den ersten Sieg dar (für Pärson war es gleichzeitig Sieg-Nr. 40).
- Beim Super-G am 26. Januar in Cortina d’Ampezzo gab es mehrere Premieren, voran den ersten Sieg für Jessica Lindell-Vikarby; sowohl für Anna Fenninger als auch Andrea Dettling waren es die ersten Podestplätze.
- Gina Stechert, die erst am 5. Dezember mit Rang 4 in der Abfahrt von Lake Louise ihr bestes Karriereresultat erreicht hatte (zuvor hatte es lediglich zwei „Top-Ten“-Ergebnisse gegeben), holte am 21. Februar bei der Abfahrt in Tarvisio mit Start-Nr. 5 ihren ersten und einzigen Weltcupsieg; dies zudem mit dem Minimalvorsprung von 0,01 s auf Lindsey Vonn, die die Nr. 17 trug.
- Sandrine Aubert kam gegen Saisonende in Schwung, als sie am 7. März beim Slalom in Ofterschwang ihr erstes Weltcuprennen gewann und gleich eine Woche danach (13. März) beim Finale in Åre nachdoppelte.

Was Ofterschwang anbelangt, gelang Frida Hansdotter mit Rang 2 das erste Weltcup-Podium.

### Vorkommnisse
- Mit ihrem Sieg im Slalom (zweimal Laufbestzeit) in Levi (15. November) kam Lindsey Vonn dem Vorhaben, in allen aktuellen Disziplinen zu gewinnen, ein Stück näher. Allerdings musste sie noch bis zum Saisonauftakt 2011/12 warten, ehe sie mit dem Gewinn des Riesenslaloms in Sölden dieses Ziel erreichte.
- Viele Ausfälle in der letzten Saison hatten Bode Miller in der Slalomweltrangliste weit zurückfallen lassen, so dass er gleich beim ersten Saisonslalom in Levi (16. November) erst mit Start-Nr. 31 antreten durfte, dies aber glänzend mit Endrang 2 meisterte (schon nach dem 1. Durchgang auf Rang 3).
- Seinen 54. und letzten Sieg in einem Weltcup-Rennen holte sich Hermann Maier am 30. November beim Super-G in Lake Louise, was an diesem Ort auch seinen vierten Sieg nach 1999, 2000 und 2003 und den ersten Sieg in einem Weltcuprennen seit 1.037 Tagen (Abfahrt Garmisch-Partenkirchen am 28. Januar 2006) bedeutete.
- Gauthier de Tessières gelang beim Riesenslalom in Val d’Isère am 13. Dezember eine enorme Rangverbesserung vom 30. auf den 3. Platz.
- Beim Slalom in La Molina (14. Dezember), den Maria Riesch mit zwei Laufbestzeiten und 1,48 s Vorsprung gewann, erlitten die Schweizer Damen mit Rang 23 für Sandra Gini (es waren dies deren erste Weltcuppunkte) eine schwere Niederlage, die an die Saisonen 2005/06 und 2006/07 erinnerte.
- Das Nationale Olympische Komitee [Comitato Olimpico Nazionale Italiano/CONI] sperrte am 16. Dezember Mirko Deflorian wegen Dopings für 18 Monate, obwohl ihn der Italienische Skiverband (FISI) zuvor freigesprochen hatte. Der Läufer hatte am 19. Februar 2008 anlässlich der nationalen Junioren-Meisterschaften in Pozza di Fassa eine positive Dopingprobe (Kokain) abgegeben.
- Beim Super-G in Gröden (19. Dezember), bei dem fast alle Asse durch Sturmböen „verblasen“ wurden (Michael Walchhofer nur auf Rang 40), war Patrik Järbyn der älteste Läufer, der je in einem Weltcuprennen auf dem Podest stand.
- Dank Daniel Albrecht landete das „swiss-ski“-Team am 21. Dezember, somit nach 10 Jahren, wieder einen Sieg beim Riesenslalom von Alta Badia (zuvor Michael von Grünigen am 20. Dezember 1998).
- Lara Gut konnte sich beim Riesenslalom am Semmering (28. Dezember) mit Laufbestzeit im 2. Durchgang noch von Rang 15 auf Rang 3 vorarbeiten, was gleichzeitig das erste Riesenslalompodest für das Schweizer Damenteam seit dem Sieg von Sonja Nef am 4. Januar 2003 in Bormio bedeutete.
- Am 30. Dezember veröffentlichte der ehemalige Skistar Alberto Tomba eine Biographie mit dem Titel «Prima e seconda Manche» («Erster und zweiter Lauf»).
- Mit seinem dritten Sieg in einem Adelboden-Riesenslalom (10. Januar) realisierte Benjamin Raich Weltcupsieg-Nr. 400 für das Herrenteam des ÖSV. Kjetil Jansrud als Dritter schaffte seine erste Podestplatzierung, Sandro Viletta konnte sich mit Laufbestzeit noch von Rang 25 auf 4 vorarbeiten.
- Beim Slalom in Adelboden am 11. Januar, bei dem Sieger Reinfried Herbst nach dem ersten Lauf nur auf Rang 10 gelegen war (Felix Neureuther kam von 15 auf 3), kam kein Läufer des Schweizer Verbandes ins Klassement, sieht man von dem für Moldawien startenden Urs Imboden auf Rang 27 ab (Marc Gini hatte den „Cut“ der ersten 30 um eine Hundertstelsekunde verpasst).
- Mit vier Slalom-Erfolgen hintereinander stellte Maria Riesch durch ihren Sieg am 11. Januar in Maribor den DSV-Rekord in Damenslaloms ein; 4 Slalom-Erfolge in Serie hatte nur Christa Zechmeister (1973/74) geschafft. Deutsche Rekordhalterin blieb weiter Christa Kinshofer, allerdings im Riesenslalom, als ihr 5 Weltcup-Siege hintereinander in der Saison 1978/79 gelungen waren.
- Österreichs Abfahrtsteam der Herren erlitt am 17. Januar bei der Lauberhorn-Abfahrt mit Rang 18 für Georg Streitberger die größte Niederlage seit dem 5. März 1994, als Patrick Ortlieb in Aspen ebenfalls Rang 18 belegt hatte.
- Auch die ÖSV-Damen erlebten, dies am 24. Januar bei der Abfahrt in Cortina d’Ampezzo, ein seit langem schlechtes Ergebnis mit Rang 12 für Ingrid Rumpfhuber; am 10. Dezember 1994 hatte es in Lake Louise gar nur die Ränge 16 und 17 für Alexandra Meissnitzer und Michaela Dorfmeister gegeben.
- Didier Défago war der erste Schweizer seit Franz Heinzer im Januar 1992, der im gleichen Jahr sowohl die Abfahrt am Lauberhorn als auch am Hahnenkamm gewann.
- Die Damen des ÖSV mussten nochmals ein „Minus-Ergebnis“ hinnehmen; beim Slalom in Garmisch-Partenkirchen am 27. Januar gab es ihr schlechtestes Resultat (Rang 24 für Alexandra Daum) seit 23. November 1997 in Park City, als damals überhaupt keine ins Klassement gekommen war. Zwar hatte es diesmal sogar eine Doppelführung (Kathrin Zettel vor Michaela Kirchgasser) gegeben, doch beide schieden im 2. Lauf aus.
- Mit ihrem Sieg beim Super-G in Tarvis (22. Februar) rückte Lindsey Vonn zur erfolgreichsten US-Läuferin der alpinen Weltcup-Geschichte. Bisher musste sie sich diesen Titel mit Tamara McKinney (je 9 Siege in Slalom und Riesenslalom) teilen.
- Mit den Damen-Speedrennen  auf der technisch anspruchsvollen Banderitzapiste in Bansko (27./28. Februar und 1. März) kam der Weltcup erstmals seit 25 Jahren wieder nach Bulgarien (damals, 4./5. Februar 1984, ein Herren-Slalom- und Riesenslalom in Borowez). Außerdem konnte Andrea Fischbacher mit ihrem Sieg in der „Original-Abfahrt“ am 28. Februar erstmals für die ÖSV-Damen eine Weltcupabfahrt seit 717 Tagen (Renate Götschl am 14. März 2007 in Lenzerheide) gewinnen.
- Ihr erstes und einziges Podium im Weltcup schaffte Fanny Chmelar mit Rang 2 im Finalslalom in Åre (13. März), wobei sie mit Start-Nr. 19 nicht zur Gruppe der Topläuferinnen gehörte (den Sieg verpasste sie um 0,06 s).

### Absagen
Sowohl die Super-Kombination der Herren in Beaver Creek (4. Dezember) als auch die Damen-Abfahrt in Lake Louise (6. Dezember) mussten wegen zu großer Mengen an Neuschnee abgesagt (bzw. verschoben) werden. Im letzteren Fall war der für 20.30 h MEZ angesetzte Start dreimal um je eine halbe Stunde verlegt worden, ehe FIS-Renndirektor Atle Skårdal um 22 Uhr MEZ den Schlussstrich ziehen musste.

### Verletzungen
Herren:
- Am 28. November zog sich François Bourque in der Vorbereitung auf das Abschlusstraining zur Weltcup-Abfahrt in Lake Louise einen Riss des vorderen Kreuzbands zu, wodurch er für den Rest der alpinen Skisaison ausfiel.
- Am 8. Januar gab Rainer Schönfelder wegen all seiner gesundheitlichen bzw. verletzungsbedingten Probleme bekannt, in der laufenden Saison nicht mehr zu starten bzw. eine Auszeit auf unbestimmte Dauer zu nehmen; er hatte in Sölden eine Unterschenkelverletzung (Verletzung des Nervengewebes im Skischuhrandbereich) erlitten. Am selben Tag musste auch Hans Grugger seine Comeback-Pläne zurückstellen, denn er hatte sich im Training für die Europacup-Abfahrt in Wengen eine Kreuzband- und Meniskusverletzung im rechten Knie zugezogen.
- Für Dominik Stehle war der alpine Ski-Winter am 16. Januar vorzeitig beendet, als er sich  bei einem Sturz beim Europacup-Slalom in Oberjoch einen Kreuzbandriss und eine Knochenstauchung im Schienbeinkopf des linken Beines zugezogen hatte.
- Beim Training zur Hahnenkammabfahrt kam Daniel Albrecht am 22. Januar am Zielsprung schwer zu Sturz; er erlitt ein Schädel-Hirn-Trauma (Gehirnblutungen, Lungenquetschung) und fiel ins Koma.

Damen:
- Marlies Schild musste die Saison bereits vor deren Beginn beenden, denn sie kam am 9. Oktober im Riesenslalom-Training auf dem Rettenbachferner schwer zu Sturz und zog sich dabei einen Trümmerbruch im Schien- und Wadenbein sowie einen Bruch des Schienbeinkopfes im linken Bein zu.[5]
- Für gleich zwei Läuferinnen bedeuteten Stürze im Riesenslalom in Aspen (29. November) das Saisonende: Chiara Costazza und María José Rienda die Saison zu Ende. Costazza erlitt im linken Fuß einen Achillessehnenriss, Rienda im linken Knie einen Kreuzbandriss, dies nach kaum geschafften Comeback; erst vor 2 Jahren, exakt am 19. November 2006, hatte die Ibererin bei einem Trainingssturz in Colorado schon einen Kreuzband- und Innenbandriss im rechten Knie erlitten.
- Nicole Hosp stürzte am 4. Januar beim Einfahren vor dem Slalom in Zagreb und riss sich dabei das Seitenband im linken Knie. Zudem waren der Schienbeinkopf gebrochen und das vordere Kreuzband eingerissen. Ihr gelang aber noch zum Saisonende eine Rückkehr, wobei ihr im Slalom in Ofterschwang (7. März) mit Rang 3 ein starkes „Comeback“ gelang.
- Eine weitere ÖSV-Läuferin war mit Michaela Kirchgasser betroffen. Sie kam am 19. Februar beim Abfahrtstraining in Tarvis zu Sturz, wobei sie sich eine Knorpelimpressionsfraktur am linken Oberschenkel und einen Meniskuseinriss zuzog, womit für sie das Saisonende gegeben war.

### Rückkehr von Verletzungen
- Silvan Zurbriggen feierte nach einjähriger Unterbrechung (Kreuzbandriss) gleich mit Rang 4 beim Slalom in Levi (16. November) ein eindrucksvolles Comeback, wobei er sich von Rang 21 noch um 17 Plätze hatte verbessern können.
- Ein von den Medien als „Märchen“ bezeichnetes Resultat errang Aksel Lund Svindal, der akkurat auf der Birds of Prey in Beaver Creek, wo er sich ein Jahr zuvor äußerst schwer verletzt hatte, mit seinen Siegen sowohl in der Abfahrt als auch im Super-G am 5./6. Dezember.

### Karriereende
| Herren - Hermann Maier - Johan Brolenius - Kurt Sulzenbacher - Joël Chenal - Raphaël Burtin - Frédéric Covili - Thomas Grandi - Erik Schlopy - Alain Baxter | Damen - Karen Putzer - Renate Götschl - Christine Sponring - Silvia Berger - Monika Bergmann - Caroline Lalive |

## Rennen außerhalb des Weltcups
Eine Besonderheit war ein „Show-Parallelslalom“ am Neujahrstag in Moskau (16 Teilnehmer, damit im gewissen Sinne ein Vorgänger der „City-Events“), der von Felix Neureuther vor Jean-Baptiste Grange und Bode Miller gewonnen wurde, wofür es Schecks (Cheques) in Höhe von 30.000, 20.000 und 10.000 US-Dollar gab; aber selbst Didier Cuche als einziger Schweizer Fahrer bekam (obwohl bereits in der 1. Runde gegen Mario Matt ausgeschieden) eine 10.000-Dollar-Antrittsprämie.